# Susana Fortes

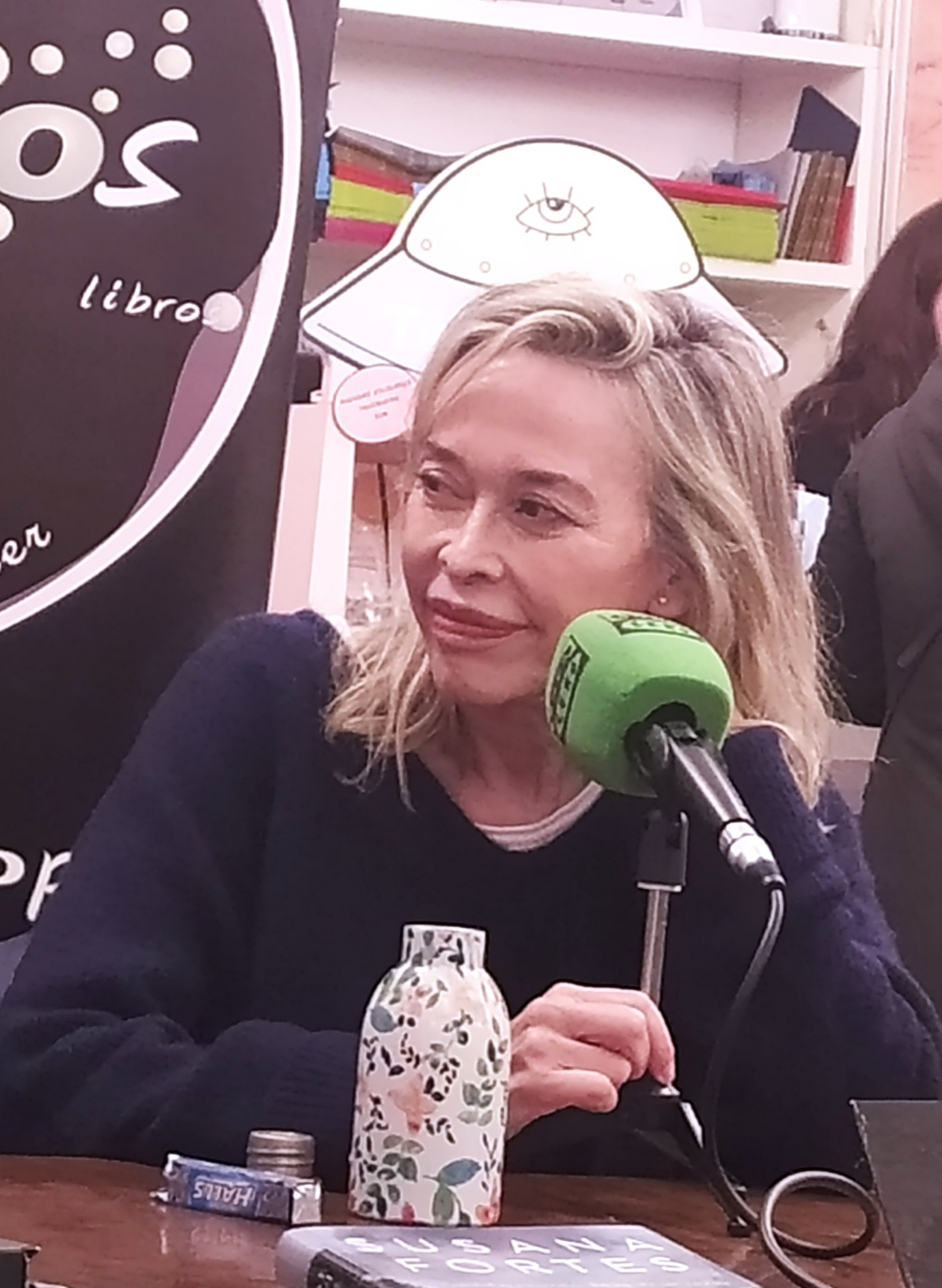
Susana Fortes

Susana Fortes (* 1959 in Pontevedra) ist eine spanische Schriftstellerin und Kolumnistin.

## Leben
Susana Fortes ist die Tochter des Schriftstellers Xosé Fortes Bouzán und Schwester des Journalisten Xabier Fortes. Ihre Studien der Geografie und der Geschichte an der Universidad de Santiago de Compostela und ihr Studium der amerikanischen Geschichte an der Universidad de Barcelona schloss sie jeweils als Lizenziatin ab. Sie lehrt Spanisch und Kunstgeschichte und gab unter anderem Kurse in Louisiana und Kalifornien. Unter anderem unterrichtet sie am Barreira A+D – Centro Oficial de Estudios Superiores in Valencia. Sie schreibt Kritiken und Kolumnen für verschiedene Zeitschriften.
Susana Fortes verfasste eine Reihe von Erzählungen. Mit ihrem Erstlingswerk Querido Corto Maltés gewann sie 1994 den Premio Nuevos Narradores. Eines ihrer bekanntesten Werke ist El amante albanés, mit dem sie 2003 Finalistin des Premio Planeta wurde. Beide Erzählungen handeln von einer Liebe unter den Bedingungen einer Diktatur, im ersten Fall unter der spanischen von Francisco Franco und im zweiten Fall unter der albanischen von Enver Hoxha. In ihrem Werk finden sich viele kriminalistische Motive.
In ihrer jüngsten, 2021 erschienenen Erzählung Pontevedra. Tal como éramos berichtet sie von ihrer Kindheit in der galicischen Stadt Pontevedra. Guillermo Altares, Ressortchef für Kultur bei El País, sieht sie damit in der Tradition eines literarischen Genre, für das der amerikanische Maler Joe Brainard den Begriff I remember, ich erinnere mich, prägte. Vorgänger in dieser Tradition seien beispielsweise Marcello Mastroiannis Memoiren Mi ricordo, sì io mi ricordo oder Zeina Abiracheds Je me souviens – Beyrouth.

## Werk
- Querido Corto Maltés. Neuauflage. (Erstauflage 1994, Tusquets Editores). 2002, ISBN 978-84-7223-828-2. Gewinner des Premio Nuevos Narradores.[5]
- Las cenizas de la Bounty. Espasa Calpe, 1998, ISBN 978-84-239-7931-8.
- Tiernos y traidores. Seix Barral, 1999, ISBN 978-84-8450-173-2.
- Fronteras de arena. Espasa, 2001, ISBN 978-84-674-0868-3. Finalist des Premio Primavera de novela.[8]
- Adios, muñeca. Espasa, ISBN 978-84-670-0104-4. Sammlung von Artikeln rund um das Thema Kino.[9]
- El amante albanés. Planeta, 2004, ISBN 978-84-08-05432-0. Finalist des Premio Planeta.[3]
- El azar de Laura Ulloa. Planeta, 2006, ISBN 978-84-08-06566-1.
- Quattrocento. Planeta, 2007, ISBN 978-84-08-08586-7.
  - Im Zeichen der Madonna. Deutsche Ausgabe, übersetzt von K. Schatzhauser. Limes Verlag, 2007, ISBN 978-3-8090-2562-7.[10]
- Esperando a Robert Capa. Planeta, 2009, ISBN 978-84-08-09496-8. Gewinner des Premio Fernando Lara de Novela.[11]
  - Warten auf Robert Capa. Deutsche Ausgabe, übersetzt von Judith Petrus. Ebersbach & Simon, 2016, ISBN 978-3-86915-120-5.
- La huella del hereje. Planeta, 2011, ISBN 978-84-08-10202-1.
- El amor no es un verso libre. Suma de letras, 2013, ISBN 978-84-663-3566-9.
- Septiembre puede esperar. Planeta, 2017, ISBN 978-84-08-17536-0.
- Pontevedra. Tal como éramos. Ézaro, 2021, ISBN 978-84-12-35765-3.